# Viennay
Viennay település Franciaországban, Deux-Sèvres megyében. Lakosainak száma 1077 fő (2022. január 1.). Viennay Amailloux, Châtillon-sur-Thouet, Gourgé, Lageon és La Peyratte községekkel határos.

## Népesség
A település népessége az elmúlt években az alábbi módon változott:
| Lakosok száma | 1086 | 1085 | 1117 | 1104 | 1108 | 1105 | 1107 | 1092 | 1077 |
|               | 2013 | 2015 | 2016 | 2017 | 2018 | 2019 | 2020 | 2021 | 2022 |